# Fannius Quadratus
Fannius Quadratus (Kr. e. 1. század) ókori római költő.
Horatius szerint tehetségtelen költő volt, aki úgy igyekezett hírnévhez jutni, hogy szatíráiban a nagy költőket (így Horatiust) gúnyolta. Horatius szatíráiban a következő helyeken említi: 1, 4, 21. 10, 80.